# Dihelus niger
Dihelus niger är en stekelart som beskrevs av Gupta 1978. Dihelus niger ingår i släktet Dihelus och familjen brokparasitsteklar. Inga underarter finns listade i Catalogue of Life.